# Mercedes-Benz CL-Клас
Mercedes-Benz CL-Клас — автомобілі класу люкс, що виготовляються німецьким автовиробником Daimler AG під маркою Mercedes-Benz. Абревіатура CL походить від скорочення нім. Comfort Leicht. Купе CL-класу вже багато років є лідерами продажу серед автомобілів цього класу у світі.

## Mercedes-Benz С140(1992—1999)
У 1991 році успішний 126-й S-клас був замінений на новий W140, і в жовтні 1992-го представлено нове купе С140. Як і його попередник, дизайн автомобіля повторив вироблену схему брати основу кузова з S-класу, а стайлінг з SL-класу (у цьому випадку R129). Головною начинкою нового автомобіля став модельний ряд який крім «вісімки» 500SEC мав «дюжину» 600SEC з 6-літровим V12.
С140-й пережив відразу три системи класифікації, почавши як SEC (Sonderklasse Einspritzmotor Coupe), у червні 1993 року фірма приймає новий образ класів і С140 стає т. зв. S Coupe, а моделі 500SEC і 600SEC перейменували в S500 і S600 (у лютому 94-го їх поповнила полегшена модель S420). У червні 1996-го, коли автомобіль зазнав капітального оновлення, Мерседес допрацював свою систему і офіційно відділив купе від S-класу назвавши його CL-клас. Таким чином автомобілі S420, S500 і S600 стали відповідно CL420, CL500 і CL600.
Причина за цим вчинком — створити ієрархію всіх спортивних автомобілів зважаючи на введення нових класів SLK і CLK, останній (модель W208) бувши купе версією 202-го С-класу, був стилізований під W210-й Е-клас, і замінив купе і кабріолет версії W124-ї сім'ї. Виробництво автомобіля завершилося в серпні 1998 року і всього було випущено 26 022 автомобілів, у тому числі 2496 моделей S420/CL420, 14 953 моделей 500SEC/S500/CL500 і 8573 моделей 600SEC/S600/CL600.

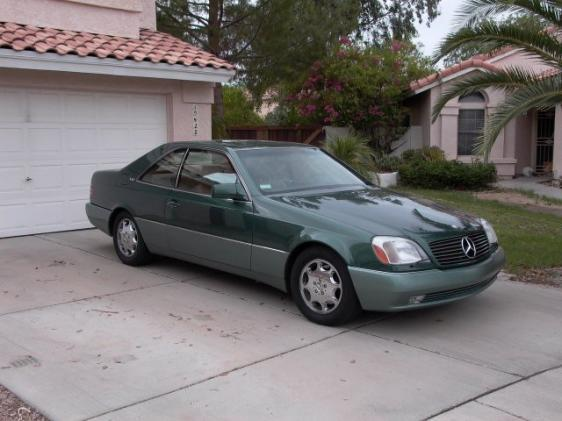
Mercedes-Benz 600SEC
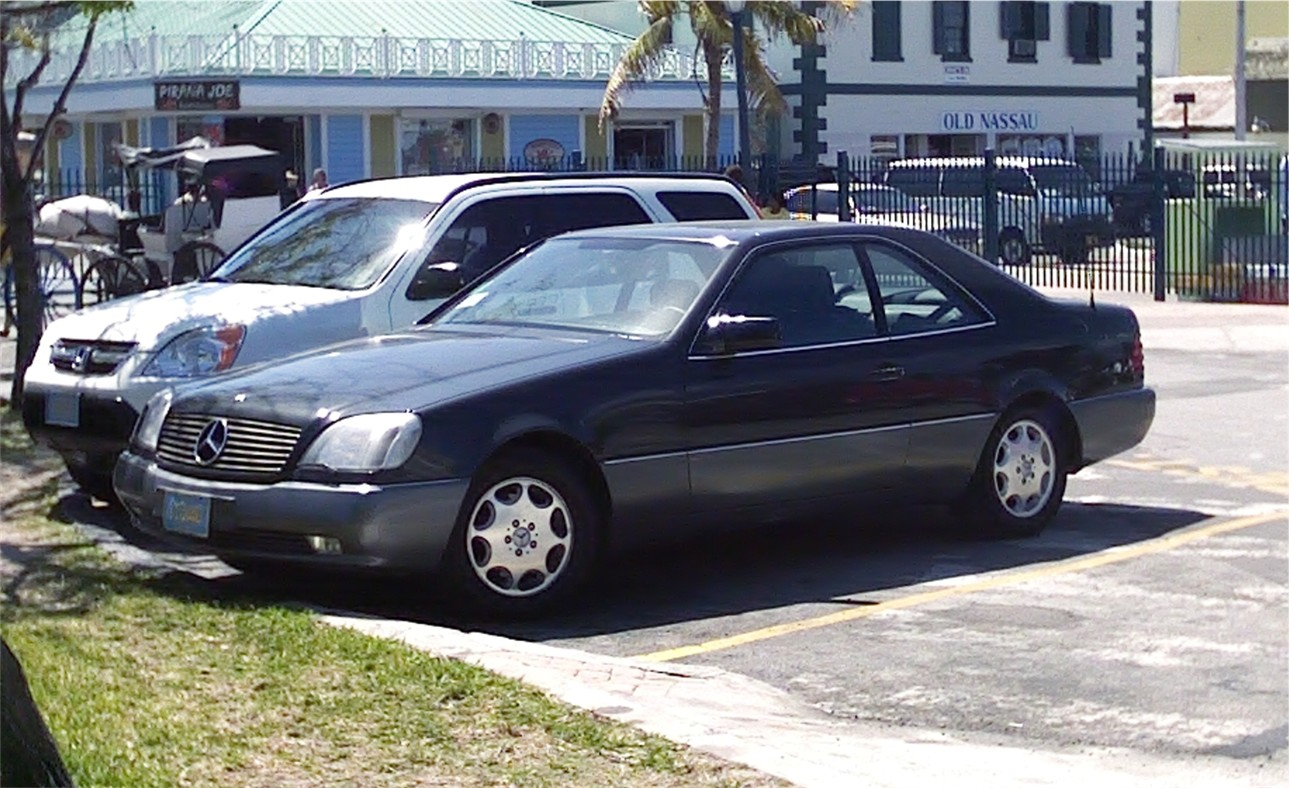
Mercedes-Benz S500
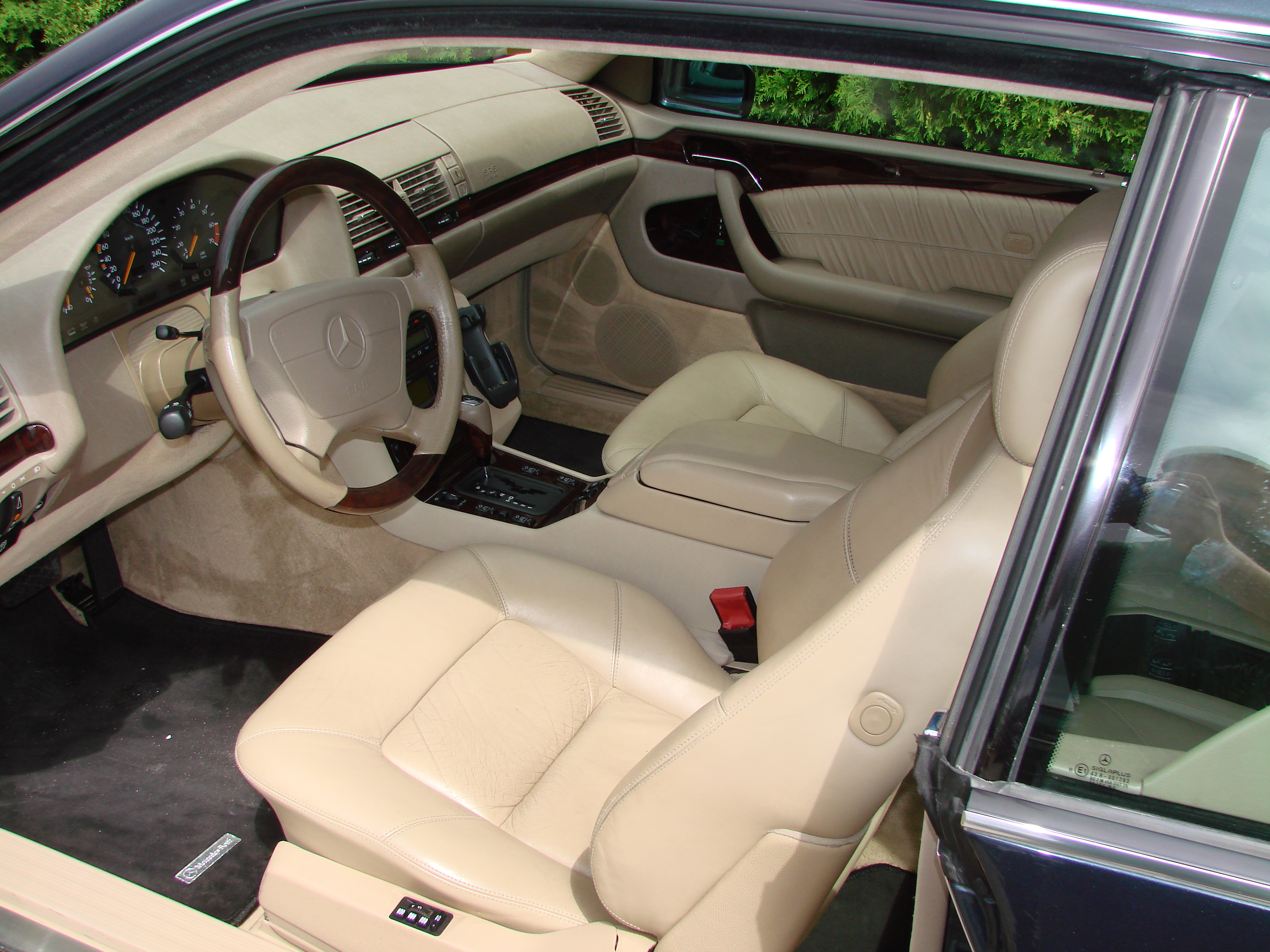
Mercedes-Benz CL500
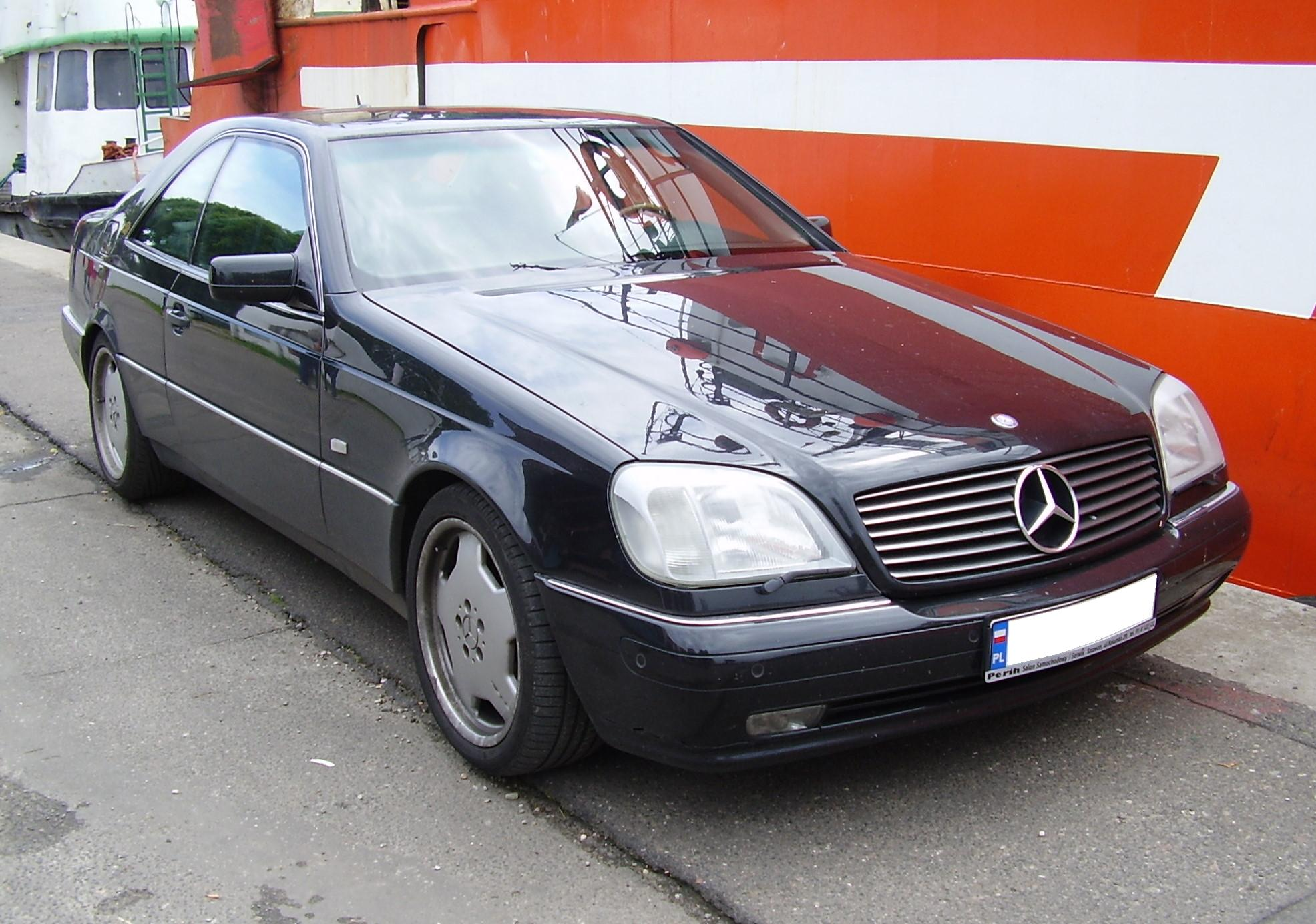
Mercedes-Benz CL500
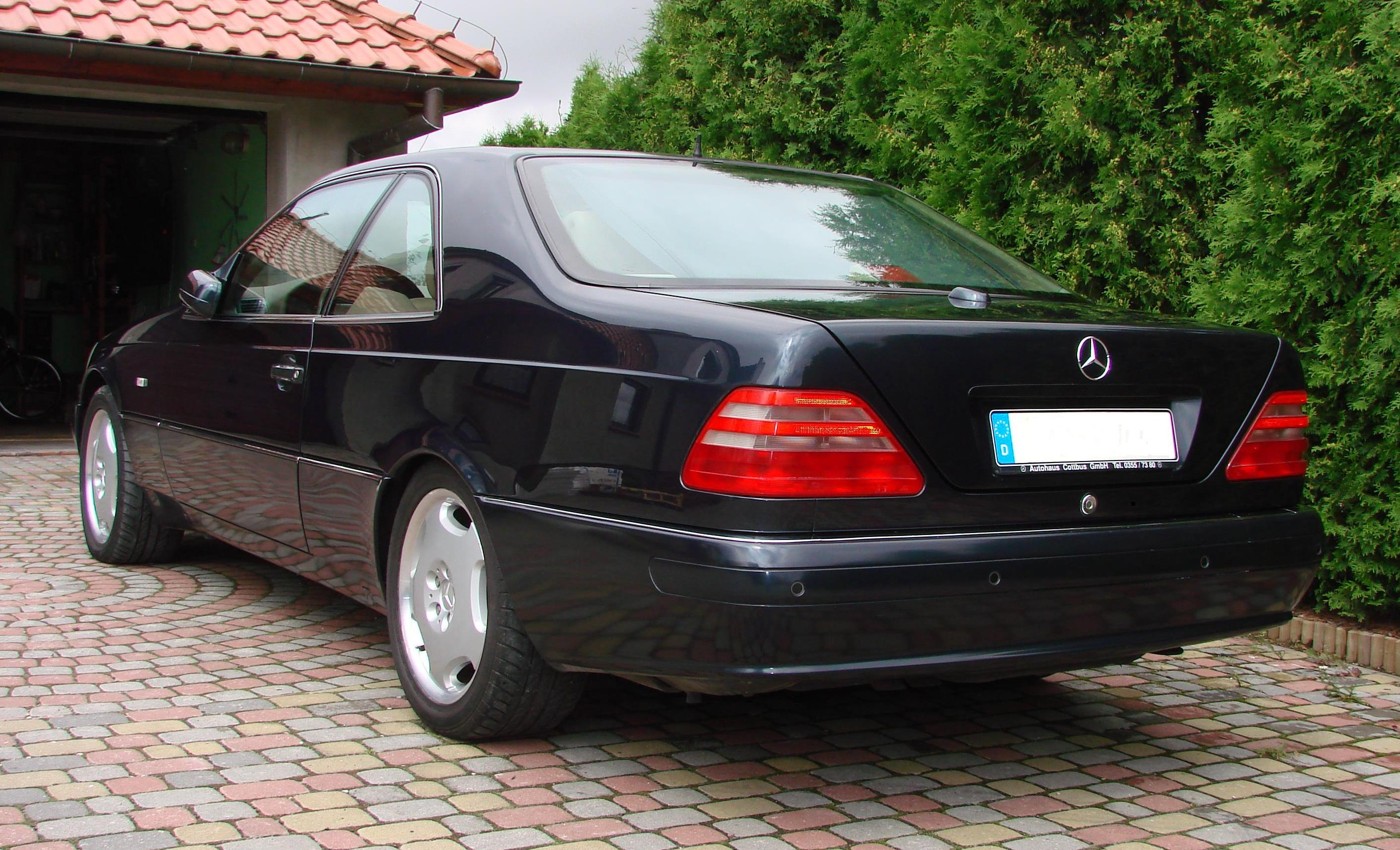
Mercedes-Benz CL500

## Mercedes-Benz C215(1999—2006)
Перший самостійний CL-клас з'явився березні 1999 року. Зовні автомобіль повністю вписався в свою нову роль як флагман купе-моделей і якщо за габаритами і ззаду він нагадував W220-й S-клас, то спереду його чотирьохфарний стайлінг був під впливом W208-го CLK-класу. Автомобіль спочатку вироблявся в двох модифікаціях CL500 і CL600. У 1999 році сталося важлива для Мерседеса подія, тюнінгова фірма AMG бувши з 1993 року офіційним партнером Мерседес-Бенца, була ним куплена, і вже на початку 2000 року для нового CL-класу з'явилася модель CL55 AMG.
Дуже рідкісний V12 CL63 AMG потужністю 444 к. с. був створений у 2001 році обмеженим тиражем на основі CL600 (M137). Тільки в листопаді 2001 року, 26 примірників були продані в картці AMG. Вона ніколи не була запропонована Mercedes-Benz, все продається виключно AMG, деякі екземпляри були доставлені літні канікули у Великій Британії, записаний у березні 2002 року і зареєстрований у Франції є прикладом.
У 2002 році автомобіль отримав капітальне оновлення, потрібно відзначити, якщо W220 залишив не найкращу репутацію надійності, то C215 за все своє виробництво не мав подібної критики. AMG в 2003 році ввела модель із двигуном V8 CL63 AMG, а в 2004-му модель V12 CL65 AMG з бітурбо потужністю 612 к. с. Всього до кінця виробництва (березень 2006) було побудовано 46 600 автомобілів.

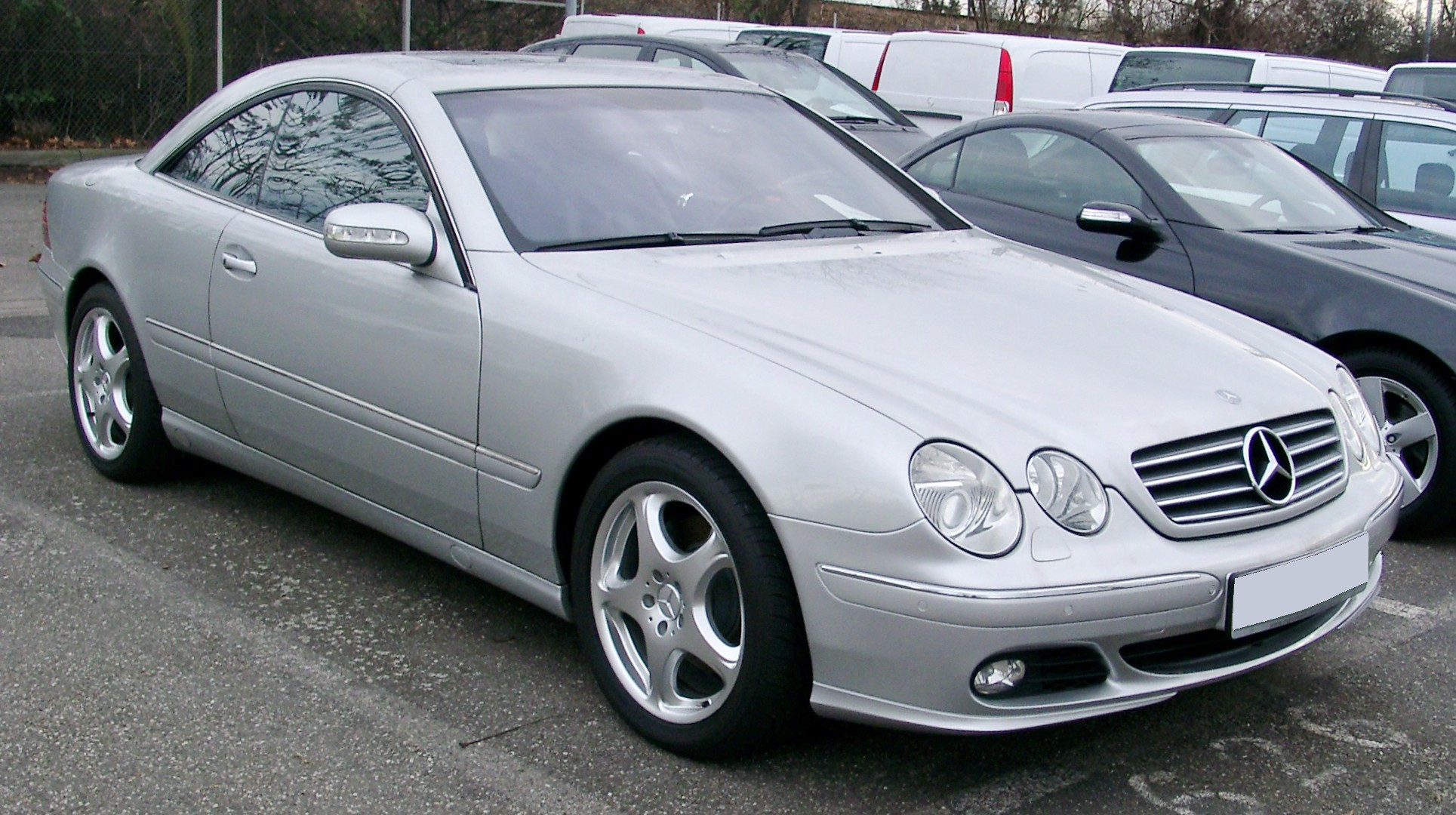
Mercedes-Benz CL500
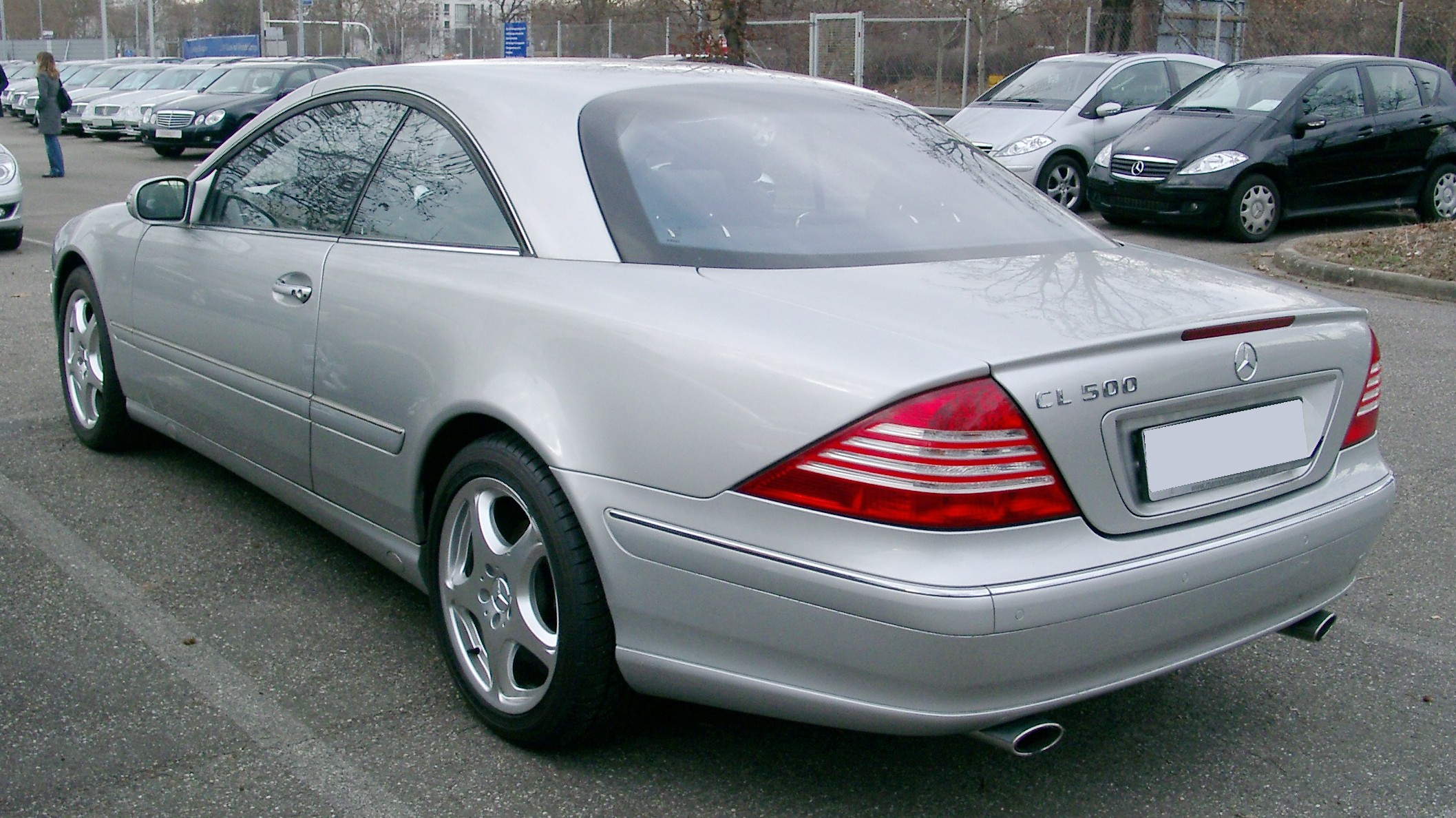
Mercedes-Benz CL500
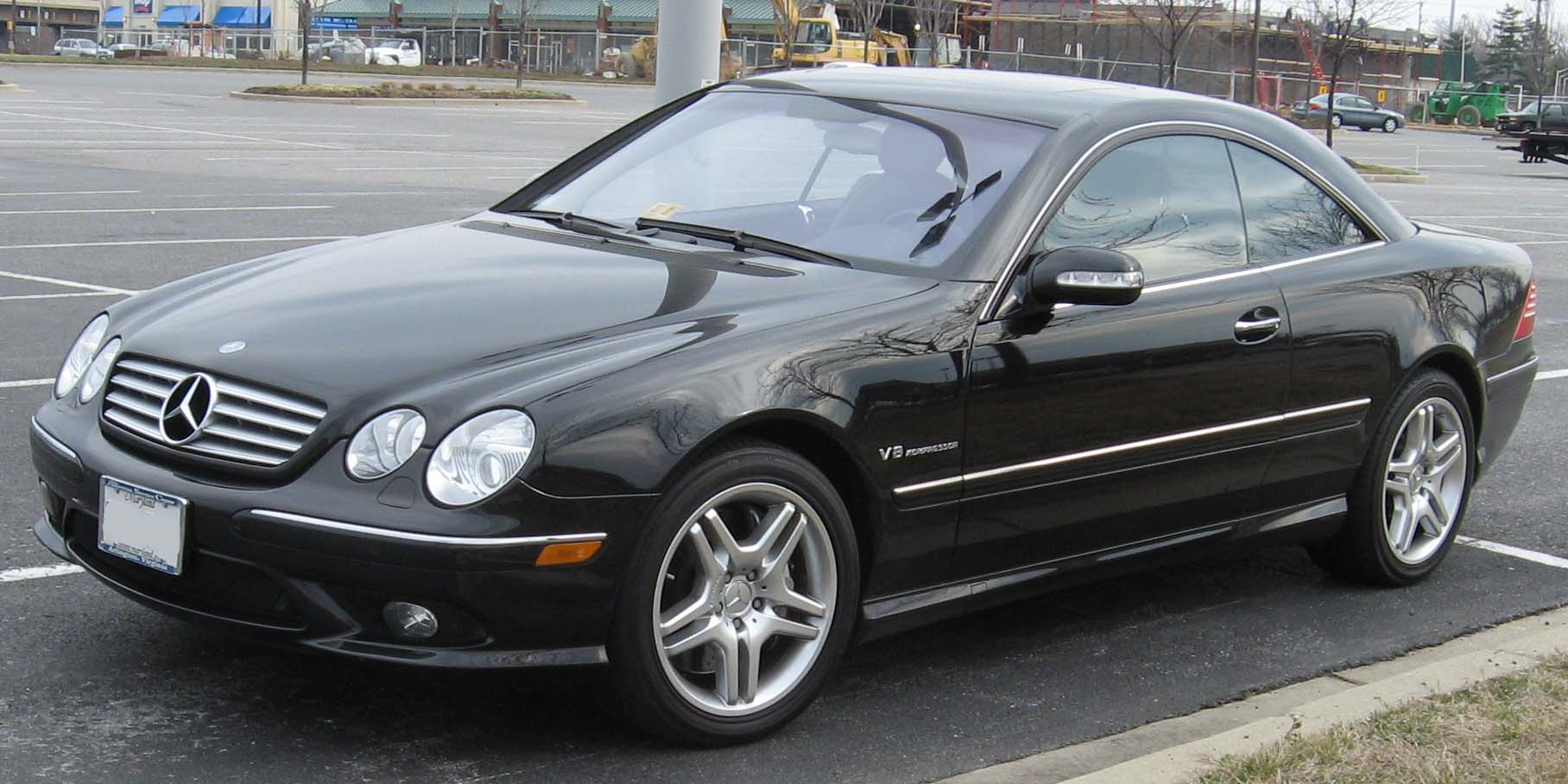
Mercedes-Benz CL55 AMG
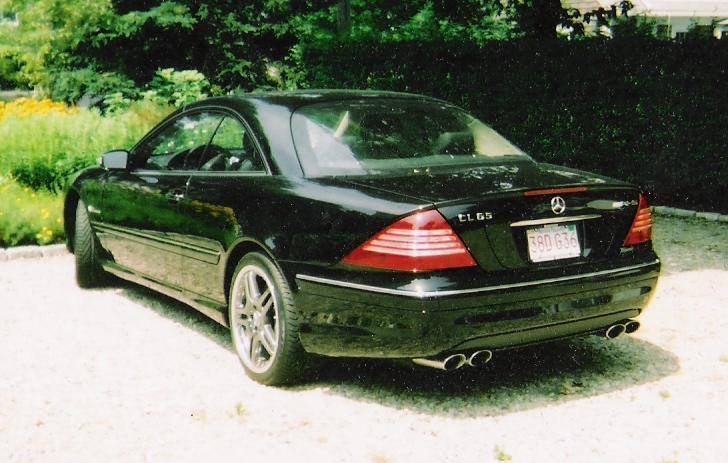
Mercedes-Benz CL65 AMG

## Mercedes-Benz C216(2006—2013)
Новий CL-клас, з'явився у вересні 2006 року. Дизайн нового автомобіля ще більше розійшовся сім'єю S-класу W221, зовні деякі елементи були запозичені з історії, наприклад у рисах решітки радіатора можна побачити вплив C126-го. Модельний ряд майже однаковий з C215-м: CL500 (CL550 в США), CL600 і CL65 AMG, крім CL55 AMG який замінила модель CL63 AMG.
У 2010 році автомобіль зазнав рестайлінгу. Помінялася форма бамперів, ґрат радіатора, у фарах з'явилися світлодіоди, задні фари стали повністю червоними, а ліхтарі заднього ходу розташувалися з боків від номерного знака. Атмосферний V8 об'ємом 5,5 літра від CL 500 поступився місцем новому 4,6-літровому агрегату з подвійним турбонаддувом, що розвиває 435 к. с. і 700 Нм.
На додаток до довгого списку стандартного устаткування, що пропонується для автомобілів преміум-класу, Mercedes-Benz CL550 2010 року вирізняється системою постійного повного приводу 4MATIC і поліпшеною системою COMAND. Робочі характеристики та особливості управління включають: адаптивне перемикання передач, програмовану підвіску, Parktronic, запуск двигуна з кнопки, безконтактний телефонний зв'язок через канал Bluetooth, електропривід багажника, вентильовані передні сидіння з підігрівом, систему електронного контролю стійкості і пелюсткове перемикання передач рульового колеса. Серед дев'яти подушок безпеки є спеціальна повнометражна шторка для захисту голови. 

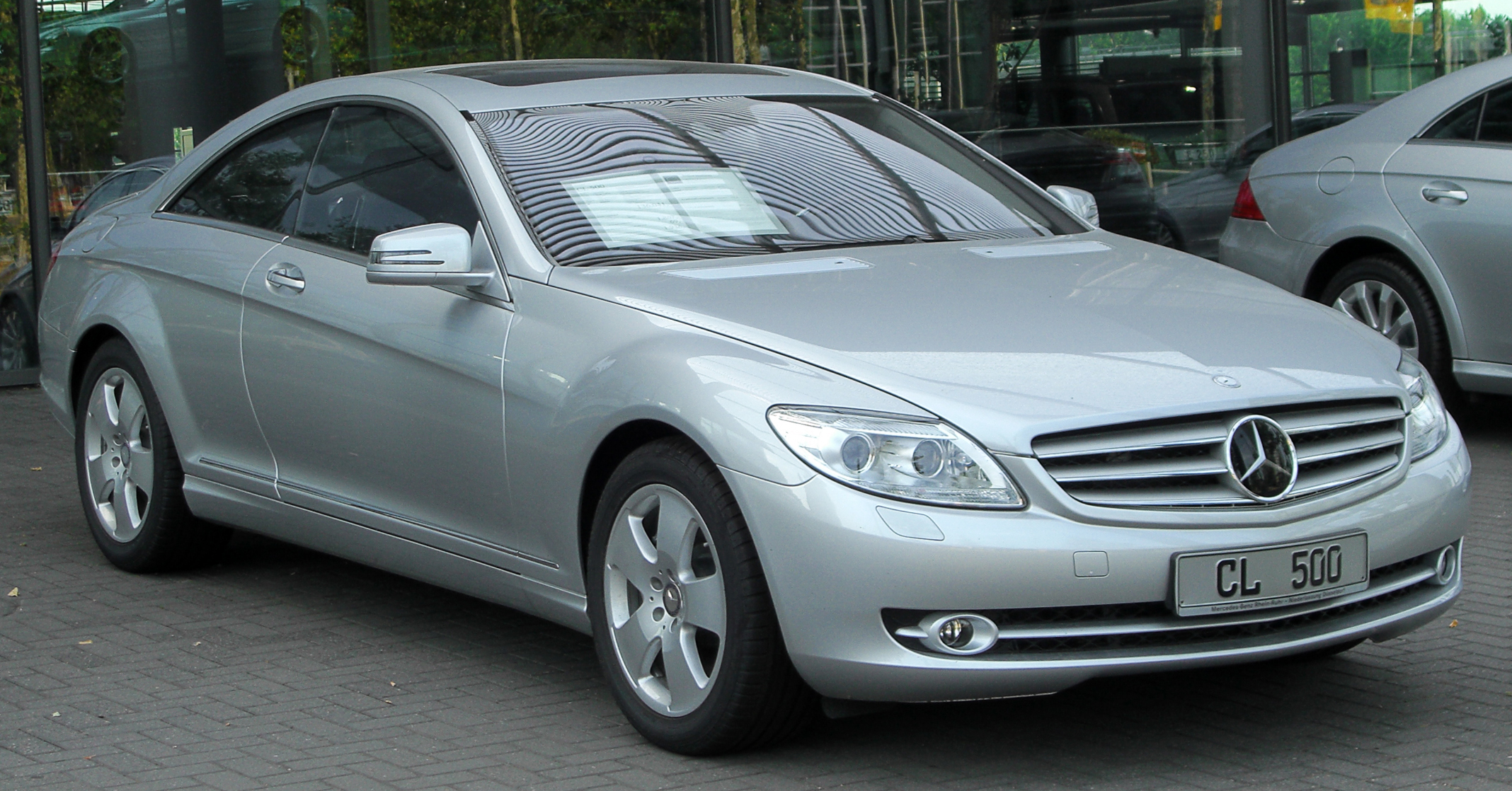
Mercedes-Benz CL500 (2006-2010)
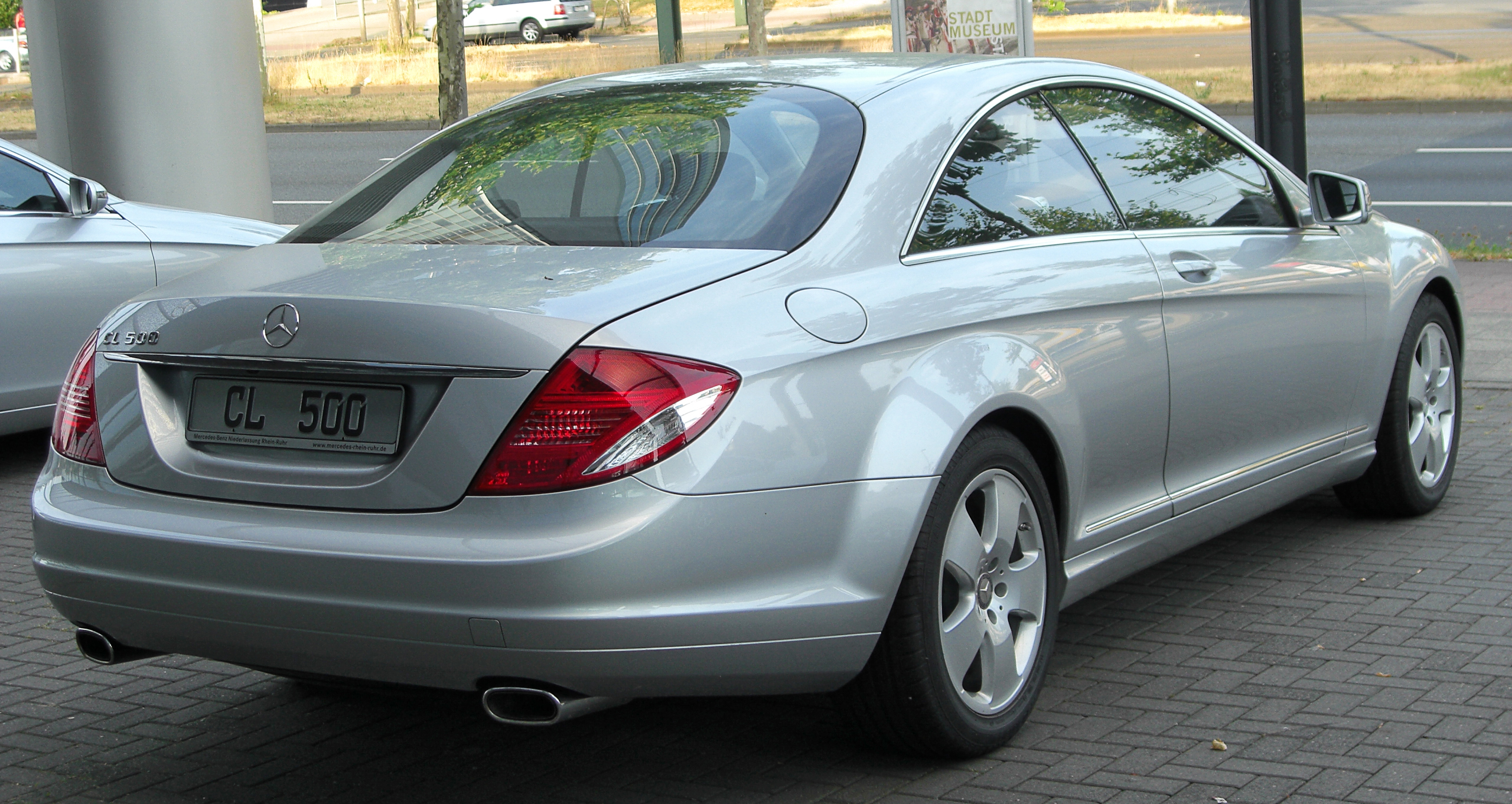
Mercedes-Benz CL500 (2006-2010)
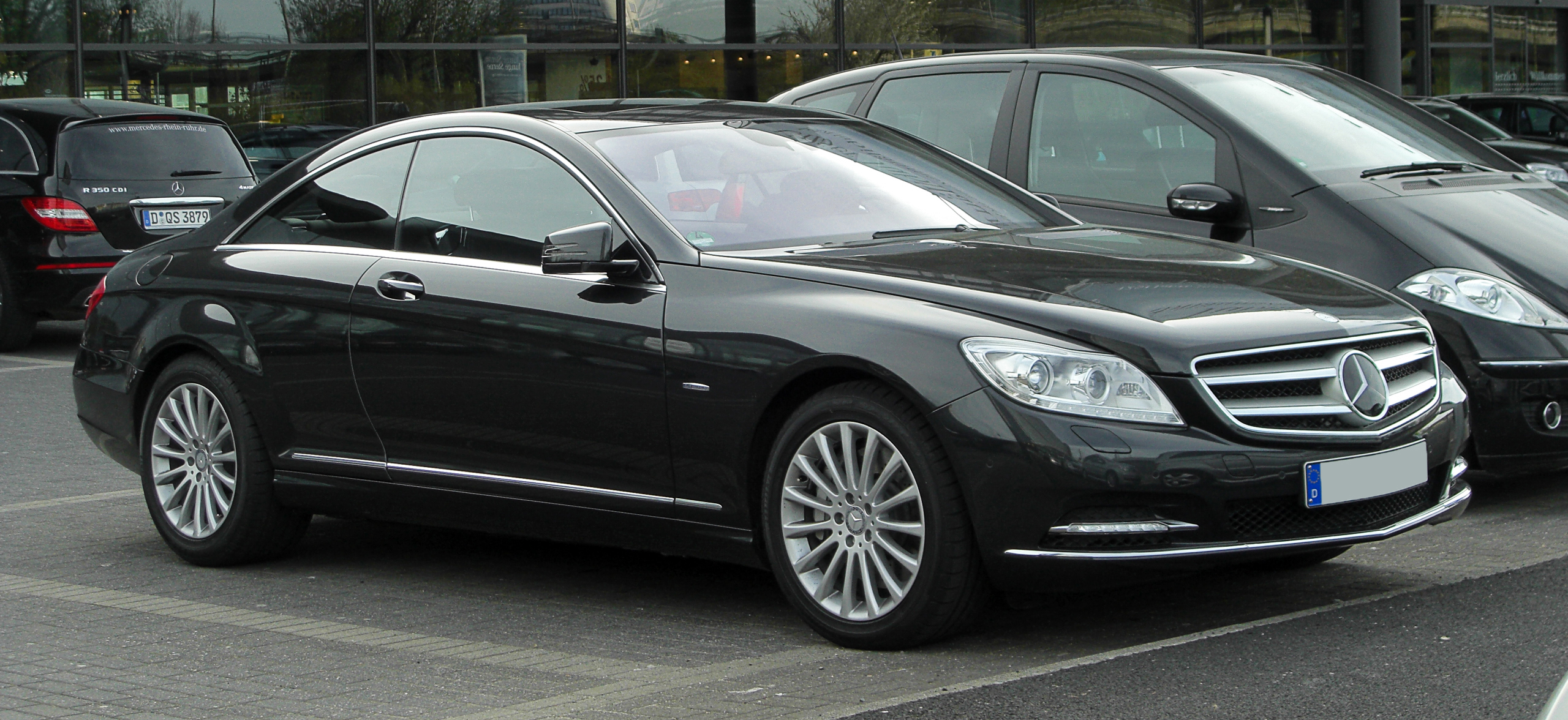
Mercedes Benz CL500 BlueEFFICIENCY (з 2010)
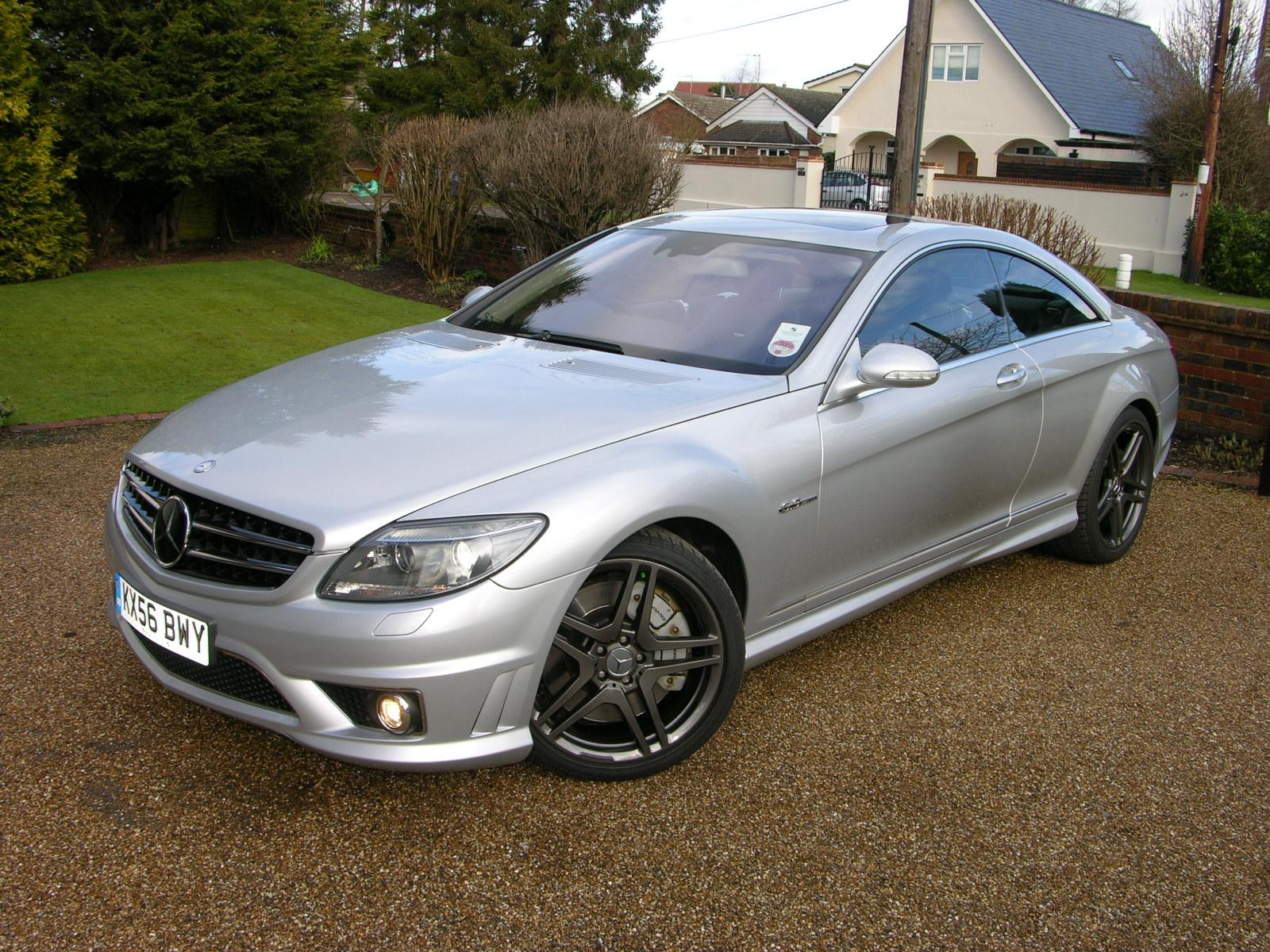
Mercedes-Benz CL63 AMG

## Продажі
| Календарний рік | Продажі в США |
| --------------- | ------------- |
| 2001            | 3,748         |
| 2002            | 3,938         |
| 2003            | 3,377         |
| 2004            | 2,683         |
| 2005            | 1,320         |
| 2006            | 1,312         |
| 2007            | 3,672         |
| 2008            | 2,733         |
| 2009            | 1,220         |
| 2010            | 1,035         |